# Chionea (Chionea) stoneana
Chionea (Chionea) stoneana is een tweevleugelige uit de familie steltmuggen (Limoniidae). De soort komt voor in het Nearctisch gebied.